# Luta Proletária (jornal)
Luta proletária : jornal da Liga Comunista Internacionalista foi um jornal existente em Portugal entre 1973 e 1978, centrado no sindicalismo e movimentos operários.